# Chrysophyllum marginatum
Chrysophyllum marginatum är en tvåhjärtbladig växtart som först beskrevs av William Jackson Hooker och George Arnott Walker Arnott, och fick sitt nu gällande namn av Ludwig Radlkofer. Chrysophyllum marginatum ingår i släktet Chrysophyllum och familjen Sapotaceae.

## Underarter
Arten delas in i följande underarter:
- C. m. marginatum
- C. m. tomentosum